# Vodice (Cres)
Pour les articles homonymes, voir Vodice.
Vodice est une localité de Croatie située dans la municipalité de Cres, dans le comitat de Primorje-Gorski Kotar. En 2001, la localité comptait 12 habitants.

## Démographie
| 1948 | 1953 | 1961 | 1971 | 1981 | 1991 | 2001 |
| ---- | ---- | ---- | ---- | ---- | ---- | ---- |
| 58   | 46   | 33   | 31   | 25   | 12   | 12   |